# Rhoicissus tridentata
Rhoicissus tridentata är en vinväxtart. Rhoicissus tridentata ingår i släktet Rhoicissus och familjen vinväxter.

## Underarter
Arten delas in i följande underarter:
- R. t. cuneifolia
- R. t. tridentata